# Mercado Municipal de Viña del Mar
El Mercado Municipal de Viña del Mar es un establecimiento comercial que comercializa de forma mayoritaria frutas, verduras, carne, pescados y mariscos. Ubicado en el centro de la ciudad de Viña del Mar, Chile, fue inaugurado el 15 de agosto de 1939 por el presidente Pedro Aguirre Cerda.
Comenzó su construcción el año 1938, obra del arquitecto José Rojas, y su obra gruesa se inauguró el 1 de junio de 1939.